# Elecciones municipales de Guayaquil de 1970
Las Elecciones municipales de Guayaquil de 1970, se realizaron en julio del mismo año como parte de las elecciones seccionales de Ecuador. 
El amplio triunfador fue Francisco Huerta Montalvo, joven dirigente liberal, relativamente desconocido y vicealcalde de la ciudad, en coalición con el CFP, siendo su campaña dirigida exclusivamente por el alcalde en funciones Assad Bucaram, quién se candidateó a la prefectura con éxito. 
Sus principales contendores fueron el exalcalde Carlos Guevara Moreno, fundador del CFP, candidateado ahora por el Partido Nacional Guevarista y Miguel Salem Dibo, exministro de Velasco Ibarra por el velasquismo. 
Huerta fue alcalde por 2 meses ya que en septiembre del mismo año José María Velasco Ibarra se declaró dictador, destituyendo a Huerta y Bucaram, enviando a ambos la cárcel.
Fuentes: